# NGC 7272
NGC 7272 est une vaste galaxie spirale barrée relativement éloignée et située dans la constellation de Pégase. Sa vitesse par rapport au fond diffus cosmologique est de 9 835 ± 25 km/s, ce qui correspond à une distance de Hubble de 145,1 ± 10,2 Mpc (∼473 millions d'al). NGC 7272 a été découverte par l'astronome allemand Albert Marth en 1864.
La classe de luminosité de NGC 7272 est I et elle présente une large raie HI.
Deux galaxies se trouvent dans la même région de la sphère céleste que NGC 7272. La distance de Hubble de PGC 214829 est égale à 119,75 ± 8,39 pc (∼391 al) et celle de PGC 1511999 est de 119,11 ± 8,35 pc (∼388 al). Ces deux galaxies forment peut-être une paire réelle, mais étant passablement plus rapprochées de la Voie lactée, elle n'exerce sans doute aucune influence sur NGC 7272.